# Neguentropía
La neguentropía, negentropía o negantropía, también llamada entropía negativa o sintropía, de un sistema vivo, es la entropía que el sistema exporta para mantener su entropía baja; se encuentra en la intersección de la entropía y la vida. Para compensar el proceso de degradación sistémica a lo largo del tiempo, algunos sistemas abiertos consiguen compensar su entropía natural con aportaciones de subsistemas con los que se relacionan. Si en un sistema cerrado el proceso entrópico no puede detenerse por sí solo, en un sistema abierto, la neguentropía sería una resistencia sustentada en subsistemas vinculados que reequilibran el sistema entrópico.
La neguentropía se puede definir como la tendencia natural de que un sistema se modifique según su estructura y se plasme en los niveles que poseen los subsistemas dentro del mismo. Por ejemplo: las plantas y su fruto, ya que dependen los dos para lograr el método de neguentropía.

## Concepto de entropía negativa
El concepto de “entropía negativa” fue introducido por Erwin Schrödinger (físico teórico, y uno de los padres de la mecánica cuántica) en su libro de ciencia popular, What is life?, publicado en 1943. Más tarde, Léon Brillouin cambió la palabra por "neguentropía", para expresarla en una forma mucho más “positiva”, diciendo que un sistema vivo importa neguentropía y la almacena. En 1974 Albert Szent-Györgyi (Nobel de Fisiología Médica en 1937) propuso cambiar el término de neguentropía a sintropía, aunque este último término ya había sido usado por el matemático Luigi Fantappiè con el fin de construir una teoría unificando la física y la biología. Buckminster Fuller, ingeniero, arquitecto y diseñador del siglo XX, trató de popularizar este término, pero la palabra neguentropía permaneció como la más común.
En el año 2009 Mahulikar & Herwig redefinieron la neguentropía de un subsistema ordenado dinámicamente como el déficit de entropía relacionado al caos que rodea al subsistema ordenado. De esta forma, las unidades de la neguentropía son [J/kg-K] cuando se define con base en la entropía por unidad de masa, mientras que cuando se define con base en la entropía por unidad de energía las unidades son [K-1]. Esta definición ha habilitado:
1. Representaciones termodinámicas a escala invariante de la existencia de un orden dinámico.
2. Pensamiento de principios físicos exclusivamente para la existencia de un orden dinámico y evolución.
3. La interpretación matemática de la neguentropía de Schrödinger.

## Teoría de la información
En la teoría de la información y la estadística, la neguentropía se usa como medida de distancia de normalidad. Si se considera una señal con una cierta distribución, y la señal es gausiana, ésta tendrá una distribución normal. La neguentropía es siempre positiva, invariante a cambios lineales de coordenadas, y se desvanece si y solo si la señal es gausiana. La neguentropía se define por:

{\displaystyle J(p_{x})=S(\phi _{x})-S(p_{x})\,}

Donde {\displaystyle S(\phi _{x})\,} es el diferencial de entropía de la densidad gausiana con la misma media y varianza, mientras que {\displaystyle p_{x}} y {\displaystyle S(p_{x})} es la entropía diferencial de {\displaystyle p_{x}}:

{\displaystyle S(p_{x})=-\int p_{x}(u)\log(p_{x}(u))du}

La neguentropía se usa en estadística y procesamiento de señales. Está relacionada con la entropía de redes, que es usada en el análisis de componentes independientes. La neguentropía puede ser entendida intuitivamente como la información que puede ser guardada cuando se representa {\displaystyle p_{x}} de forma eficiente: si {\displaystyle p_{x}} fuera una variable aleatoria (con distribución gausiana) con misma media y varianza, se necesitaría una máxima longitud de datos para ser representada, incluso en su forma más eficiente. Como {\displaystyle p_{x}} no es tan aleatorio, algo se sabe de antemano. {\displaystyle p_{x}} contiene menos información desconocida, y necesita menos longitud de datos para ser representado de forma más eficiente.

### Hipótesis de Brillouin
Léon Brillouin publicó en 1959 Science et théorie de l'information (editada por vez primera en inglés en 1962) donde son examinadas las relaciones entre estas dos disciplinas. Adopta particularmente un punto de vista de físico y une la entropía informacional de Shannon y la entropía estadística de Boltzmann en donde se arriesga que la información (y por lo tanto el lenguaje) es un factor neguentrópico es decir por el cual se puede anular la entropía.

## Correlación entre neguentropía estadística y energía libre de Gibbs

Gráfica de energía libre de Gibbs (Willard Gibbs en 1873), la cual muestra un plano perpendicular al eje de v (volumen) y pasando por el punto A, que representa el estado inicial del cuerpo. MN es la sección de la superficie de la energía disipada. Qε y Qη son secciones de los planos η = 0 y ε = 0, y, por tanto, paralelos a los ejes de ε (energía interna) y η (entropía) respectivamente. AD y AE son la energía y entropía del cuerpo en su estado inicial. En AB y AC, su energía disponible (energía libre de Gibbs) y su capacidad de entropía (la cantidad por la cual la entropía del cuerpo puede aumentar sin cambiar la energía del cuerpo o aumentar su volumen) respectivamente.

Existe una magnitud física estrechamente vinculada a la energía libre (entalpía libre), con una unidad de entropía isomórfica a la neguentropía, conocida en estadística y en teoría de la información. En 1873 Willard Gibbs creó un diagrama ilustrando el concepto de energía libre correspondiente a entalpía libre. En el diagrama se puede ver la cantidad llamada capacidad de la entropía. Tal cantidad es la entropía que se puede incrementar sin cambiar la energía interna o aumentar el volumen. En otras palabras, se trata de una diferencia entre el máximo posible, en condiciones de asumir, la entropía y la entropía real. Esto corresponde exactamente a la definición de neguentropía adoptada por la estadística y la teoría de la información. Una cantidad física similar fue presentada en 1869 por Massieu para el proceso isotérmico, y luego por Max Planck para el proceso isotérmico-isobárico. Más adelante el potencial termodinámico de Massieu-Planck, conocido también como entropía libre, ha mostrado desempeñar un papel importante en la formulación entrópica de la mecánica estadística, con aplicaciones en biología molecular y en procesos termodinámicos no equilibrados.

{\displaystyle J=S_{\max }-S=-\Phi =-k\ln(Z)\,}

Donde:
{\displaystyle J} - (“Capacidad para entropía” de Gibbs)
{\displaystyle \Phi } – Potencial de Massieu
{\displaystyle Z} - Función de partición
{\displaystyle k} - Constante de Boltzman

## Teoría de la organización
En 1988, basándose en la definición de entropía estadística de Shannon, Mario Ludovico dio una definición formal al término sintropía, como una medida del grado de organización interna de cualquier sistema formado por componentes que interactúan entre sí. De acuerdo a esta definición, la sintropía es una cantidad complementaria a la entropía. La suma de dos cantidades define un valor constante, específicas del sistema en el que ese valor constante identifica el potencial de transformación. Usando estas definiciones, la teoría desarrolla ecuaciones aptas para describir y simular cualquier posible forma de evolución del sistema, ya sea hacia niveles mayores o menores de “organización interna” (por ejemplo la sintropía) o hacia el colapso del sistema.
La organización como sistema (abierto) está constituido por los elementos básicos de este (entradas, medio, salidas y retroalimentación) y es en las entradas donde la información juega un papel clave como medio regulador, medio neguentrópico, ya que a través de ella se puede disminuir la cantidad de incertidumbre (entropía). Se puede considerar a la información como elemento generador de orden y como herramienta fundamental para la toma de decisiones en la organización o en cualquier sistema en el que se presenten situaciones de elección con múltiples alternativas.
En la gestión de riesgos, neguentropía es la fuerza que tiene por objeto lograr un comportamiento organizacional eficaz y conducir a un estado estacionario predecible.